# Noorwegen op de Olympische Zomerspelen 2020
Noorwegen was een van de deelnemende landen aan de Olympische Zomerspelen 2020 in Tokio, Japan.

## Medailleoverzicht
| Medaille | Naam | Sport     | Onderdeel          | Datum      |
| -------- | --- | --------- | ------------------ | ---------- |
| Goud     | Kristian Blummenfelt | Triatlon  | mannen             | 26 juli    |
| Goud     | Karsten Warholm | Atletiek  | 400m horden(m)     | 3 augustus |
| Goud     | Anders Mol Christian Sørum | Volleybal | beach (m)          | 7 augustus |
| Goud     | Jakob Ingebrigtsen | Atletiek  | 1500m (m)          | 3 augustus |
|          | |           |                    |            |
| Zilver   | Kjetil Borch | Roeien    | skiff (m)          | 30 juli    |
| Zilver   | Eivind Henriksen | Atletiek  | kogelslingeren (m) | 4 augustus |
|          | |           |                    |            |
| Brons    | Hermann Tomasgaard | Zeilen    | laser (m)          | 1 augustus |
| Brons    | handbalteam vrouwen Henny Reistad Veronica Kristiansen Marit Malm Frafjord Stine Skogrand Nora Mørk Stine Bredal Oftedal Silje Solberg Kari Brattset Dale Katrine Lunde Marit Røsberg Jacobsen Camilla Herrem Sanna Solberg-Isaksen Kristine Breistøl Marta Tomac Vilde Johansen | Handbal   | vrouwen            | 8 augustus |

## Atleten
Hieronder volgt een overzicht van de atleten die zich reeds hebben verzekerd van deelname aan de Olympische Zomerspelen 2020.
| sport          | mannen | vrouwen | totaal |
| -------------- | ------ | ------- | ------ |
| Atletiek       | 10     | 5       | 15     |
| Golf           | 2      | 1       | 3      |
| Gymnastiek     | 1      | 1       | 2      |
| Handbal        | 15     | 15      | 30     |
| Kanovaren      | 1      | 0       | 1      |
| Paardensport   | 1      | 0       | 1      |
| Roeien         | 7      | 0       | 7      |
| Schietsport    | 3      | 2       | 5      |
| Schoonspringen | 0      | 1       | 1      |
| Taekwondo      | 1      | 0       | 1      |
| Triatlon       | 3      | 1       | 4      |
| Volleybal      | 2      | 0       | 2      |
| Wielersport    | 6      | 3       | 9      |
| Zeilen         | 4      | 4       | 8      |
| Zwemmen        | 3      | 1       | 4      |
| totaal         | 69     | 34      | 93     |

## Sporten

### Atletiek
Mannen
Loopnummers
| atleet               | onderdeel          | series   | series | kwartfinale | kwartfinale | halve finale   | halve finale   | finale          | finale         |
| atleet               | onderdeel          | tijd     | rang   | tijd        | rang        | tijd           | rang           | tijd            | rang           |
| -------------------- | ------------------ | -------- | ------ | ----------- | ----------- | -------------- | -------------- | --------------- | -------------- |
| Filip Ingebrigtsen   | 1500 m             | 3.38,02  | 10     | n.v.t.      | n.v.t.      | niet geplaatst | niet geplaatst | niet geplaatst  | niet geplaatst |
| Jakob Ingebrigtsen   | 1500 m             | 3.36,49  | 4 Q    | n.v.t.      | n.v.t.      | 3.32,13        | 2 Q            | 3.28,32 OR - ER | Goud           |
| Narve Gilje Nordås   | 5000 m             | 13.41,82 | 12     | n.v.t.      | n.v.t.      | n.v.t.         | n.v.t.         | niet geplaatst  | niet geplaatst |
| Karsten Warholm      | 400 m horden       | 48,65    | 1 Q    | n.v.t.      | n.v.t.      | 47,30          | 1 Q            | 45,94 WR        | Goud           |
| Håvard Haukenes      | 50 km snelwandelen | n.v.t.   | n.v.t. | n.v.t.      | n.v.t.      | n.v.t.         | n.v.t.         | DNF             | DNF            |
| Sondre Nordstad Moen | marathon           | n.v.t.   | n.v.t. | n.v.t.      | n.v.t.      | n.v.t.         | n.v.t.         | 2:17.59         | 39             |

Technische nummers
| atleet            | onderdeel            | kwalificaties | kwalificaties | finale         | finale         |
| atleet            | onderdeel            | afstand       | rang          | afstand        | rang           |
| ----------------- | -------------------- | ------------- | ------------- | -------------- | -------------- |
| Ola Stunes Isene  | discuswerpen         | 63,26         | 3 Q           | 61,18          | 12             |
| Sondre Guttormsen | polsstokhoogspringen | 5,50          | 24            | niet geplaatst | niet geplaatst |
| Eivind Henriksen  | kogelslingeren       | 78,79 NR      | 3 Q           | 81,58 NR       | Zilver         |

Meerkamp
| atleet     | onderdeel | onderdeel | 100 m | vs   | ks    | hs   | 400 m | 110 h | dw    | ph   | sw    | 1500 m  | totaal | rang |
| ---------- | --------- | --------- | ----- | ---- | ----- | ---- | ----- | ----- | ----- | ---- | ----- | ------- | ------ | ---- |
| Martin Roe | tienkamp  | res.      | 10,86 | 7,03 | 13,98 | 1,96 | 50,93 | 15,47 | 48,37 | 4,80 | 62,28 | 4.47,58 | 7863   | 19   |
| Martin Roe | tienkamp  | pnt.      | 892   | 821  | 727   | 767  | 772   | 794   | 836   | 849  | 772   | 663     | 7863   | 19   |

Vrouwen
Loopnummers
| atlete                    | onderdeel    | series   | series | kwartfinale | kwartfinale | halve finale   | halve finale   | finale         | finale         |
| atlete                    | onderdeel    | tijd     | rang   | tijd        | rang        | tijd           | rang           | tijd           | rang           |
| ------------------------- | ------------ | -------- | ------ | ----------- | ----------- | -------------- | -------------- | -------------- | -------------- |
| Hedda Hynne               | 800 m        | 2.00,76  | 3 Q    | n.v.t.      | n.v.t.      | 2.02,38        | 7              | niet geplaatst | niet geplaatst |
| Karoline Bjerkeli Grøvdal | 5000 m       | 14.56,82 | 5 Q    | n.v.t.      | n.v.t.      | n.v.t.         | n.v.t.         | 15.09,37       | 14             |
| Karoline Bjerkeli Grøvdal | 10000 m      | n.v.t.   | n.v.t. | n.v.t.      | n.v.t.      | n.v.t.         | n.v.t.         | DNF            | DNF            |
| Amalie Iuel               | 400 m horden | 55,65    | 6 q    | n.v.t.      | n.v.t.      | 57,61          | 8              | niet geplaatst | niet geplaatst |
| Line Kloster              | 400 m horden | 56,45    | 7      | n.v.t.      | n.v.t.      | niet geplaatst | niet geplaatst | niet geplaatst | niet geplaatst |

Technische nummers
| atlete       | onderdeel            | kwalificaties | kwalificaties | finale         | finale         |
| atlete       | onderdeel            | afstand       | rang          | afstand        | rang           |
| ------------ | -------------------- | ------------- | ------------- | -------------- | -------------- |
| Lene Retzius | polsstokhoogspringen | 4,25          | 27            | niet geplaatst | niet geplaatst |

### Golf
Mannen
| atleet                     | onderdeel | eerste ronde | tweede ronde | derde ronde | vierde ronde | totaal | totaal | totaal |
| atleet                     | onderdeel | score        | score        | score       | score        | score  | par    | rang   |
| -------------------------- | --------- | ------------ | ------------ | ----------- | ------------ | ------ | ------ | ------ |
| Viktor Hovland             | mannen    | 68           | 69           | 71          | 64           | 272    | -12    | 14     |
| Kristian Krogh Johannessen | mannen    | 72           | 70           | 71          | 71           | 284    | G      | 53     |

Vrouwen
| atlete          | onderdeel | eerste ronde | tweede ronde | derde ronde | vierde ronde | totaal | totaal | totaal |
| atlete          | onderdeel | score        | score        | score       | score        | score  | par    | rang   |
| --------------- | --------- | ------------ | ------------ | ----------- | ------------ | ------ | ------ | ------ |
| Tonje Daffinrud | vrouwen   | 81           | 73           | 81          | 74           | 309    | +25    | 60     |

### Gymnastiek

#### Turnen
Mannen
| atleet           | onderdeel | kwalificatie | kwalificatie | kwalificatie | kwalificatie | kwalificatie | kwalificatie | kwalificatie | kwalificatie | finale         | finale         | finale         | finale         | finale         | finale         | finale | finale  |
| atleet           | onderdeel | toestel      | toestel      | toestel      | toestel      | toestel      | toestel      | totaal       | positie      | toestel        | toestel        | toestel        | toestel        | toestel        | toestel        | totaal | positie |
| atleet           | onderdeel | vloer        | voltige      | ringen       | sprong       | brug         | rekstok      | totaal       | positie      | vloer          | voltige        | ringen         | sprong         | brug           | rekstok        | totaal | positie |
| ---------------- | --------- | ------------ | ------------ | ------------ | ------------ | ------------ | ------------ | ------------ | ------------ | -------------- | -------------- | -------------- | -------------- | -------------- | -------------- | ------ | ------- |
| Sofus Heggemsnes | meerkamp  | n.v.t.       | 13.066       | 13.233       | n.v.t.       | 13.133       | 12.933       | n.v.t.       | n.v.t.       | niet geplaatst | niet geplaatst | niet geplaatst | niet geplaatst | niet geplaatst | niet geplaatst | n.v.t. | n.v.t.  |

Vrouwen
| atleet         | onderdeel | kwalificatie | kwalificatie | finale         | finale         |
| atleet         | onderdeel | score        | rang         | score          | rang           |
| -------------- | --------- | ------------ | ------------ | -------------- | -------------- |
| Julie Erichsen | brug      | 11,566       | 75           | niet geplaatst | niet geplaatst |

### Handbal
Mannen
| Olympiër | Onderdeel | Resultaat   | Prestatie |
| --- | --------- | ----------- | --------- |
| Sander Sagosen Bjarte Myrhol Magnus Fredriksen Petter Øverby Kristian Sæverås Kent Robin Tønnesen Magnus Jøndal Kristian Bjørnsen Magnus Gullerud Christian O'Sullivan Simen Holand Pettersen Harald Reinkind Torbjørn Bergerud Kevin Gulliksen Magnus Abelvik Rød | mannen    | Kwartfinale | zie onder |

| Groep |            |             |             |             |             |            |            |            |        |
| #     | Land       | Wedstrijden | Wedstrijden | Wedstrijden | Wedstrijden | Doelpunten | Doelpunten | Doelpunten | Punten |
| #     | Land       | G           | W           | G           | V           | V          | T          | Saldo      | Punten |
| 1     | Frankrijk  | 5           | 4           | 0           | 1           | 162        | 148        | +14        | 8      |
| 2     | Spanje     | 5           | 4           | 0           | 1           | 155        | 142        | +13        | 8      |
| 3     | Duitsland  | 5           | 3           | 0           | 2           | 146        | 131        | +15        | 6      |
| 4     | Noorwegen  | 5           | 3           | 0           | 2           | 136        | 132        | +4         | 6      |
| 5     | Brazilië   | 5           | 1           | 0           | 4           | 128        | 145        | -17        | 2      |
| 6     | Argentinië | 5           | 0           | 0           | 5           | 125        | 154        | -29        | 0      |

| Ronde           | Datum           | Lokale tijd    | MEZT           | Land           | Score          | Land           |  |
| --------------- | --------------- | -------------- | -------------- | -------------- | -------------- | -------------- |  |
| groepsfase      |                 |                |                |                |                |                |  |
| 24 juli 2021    | 09:00           | 02:00          | Noorwegen      | 27 - 24        | Brazilië       |                |  |
| 26 juli 2021    | 16:15           | 09:15          | Spanje         | 28 - 27        | Noorwegen      |                |  |
| 28 juli 2021    | 16:15           | 09:15          | Noorwegen      | 27 - 23        | Argentinië     |                |  |
| 30 juli 2021    | 21:30           | 14:30          | Duitsland      | 28 - 23        | Noorwegen      |                |  |
| 1 augustus 2021 | 16:15           | 09:15          | Noorwegen      | 32 - 29        | Frankrijk      |                |  |
|                 |                 |                |                |                |                |                |  |
| kwartfinale     | 3 augustus 2021 | 17:00          | 10:00          | Denemarken     | 31 - 25        | Noorwegen      |  |
|                 |                 |                |                |                |                |                |  |
| halve finale    | niet geplaatst  | niet geplaatst | niet geplaatst | niet geplaatst | niet geplaatst | niet geplaatst |  |
|                 |                 |                |                |                |                |                |  |
| finale          | niet geplaatst  | niet geplaatst | niet geplaatst | niet geplaatst | niet geplaatst | niet geplaatst |  |

Vrouwen
| Olympiër | Onderdeel | Resultaat | Prestatie |
| --- | --------- | --------- | --------- |
| Henny Reistad Veronica Kristiansen Marit Malm Frafjord Stine Skogrand Nora Mørk Stine Bredal Oftedal Silje Solberg Kari Brattset Dale Katrine Lunde Marit Røsberg Jacobsen Camilla Herrem Sanna Solberg-Isaksen Kristine Breistøl Marta Tomac Vilde Johansen | Vrouwen   | Brons     | zie onder |

| Groepsfase |            |             |             |             |             |            |            |            |        |
| #          | Land       | Wedstrijden | Wedstrijden | Wedstrijden | Wedstrijden | Doelpunten | Doelpunten | Doelpunten | Punten |
| #          | Land       | GW          | W           | G           | V           | V          | T          | Saldo      | Punten |
| 1          | Noorwegen  | 5           | 5           | 0           | 0           | 10         | 170        | 123        | +47    |
| 2          | Nederland  | 5           | 4           | 0           | 1           | 8          | 169        | 143        | +26    |
| 3          | Montenegro | 5           | 2           | 0           | 3           | 4          | 139        | 142        | -2     |
| 4          | Zuid-Korea | 5           | 1           | 1           | 3           | 3          | 147        | 165        | -18    |
| 5          | Angola     | 5           | 1           | 1           | 3           | 3          | 130        | 156        | -26    |
| 6          | Japan      | 5           | 1           | 0           | 4           | 2          | 124        | 150        | -26    |

| Ronde           | Datum           | Lokale tijd | MEZT       | Land      | Score      | Land            |  |
| --------------- | --------------- | ----------- | ---------- | --------- | ---------- | --------------- |  |
| Groepsfase      |                 |             |            |           |            |                 |  |
| 25 juli 2021    | 16:15           | 09:15       | Noorwegen  | 39 - 27   | Zuid-Korea |                 |  |
| 27 juli 2021    | 19:30           | 12:30       | Angola     | 21 - 30   | Noorwegen  |                 |  |
| 29 juli 2021    | 16:15           | 09:15       | Montenegro | 23 - 35   | Noorwegen  |                 |  |
| 31 juli 2021    | 21:30           | 14:30       | Noorwegen  | 29 - 27   | Nederland  |                 |  |
| 2 augustus 2021 | 21:30           | 14:30       | Noorwegen  | 37 - 25   | Japan      |                 |  |
|                 |                 |             |            |           |            |                 |  |
| Kwartfinale     | 4 augustus 2021 | 13:15       | 06:15      | Noorwegen | 26 - 22    | Hongarije       |  |
|                 |                 |             |            |           |            |                 |  |
| Halve finale    | 6 augustus 2021 | 21:00       | 14:00      | Noorwegen | 26 - 27    | Russische ploeg |  |
|                 |                 |             |            |           |            |                 |  |
| Bronzen finale  | 8 augustus 2021 | 11:00       | 04:00      | Noorwegen | 36 - 19    | Zweden          |  |

### Kanovaren

#### Sprint
Mannen
| atleet             | onderdeel  | series   | series | kwartfinale | kwartfinale | halve finale   | halve finale   | finale         | finale         |
| atleet             | onderdeel  | tijd     | rang   | tijd        | rang        | tijd           | rang           | tijd           | rang           |
| ------------------ | ---------- | -------- | ------ | ----------- | ----------- | -------------- | -------------- | -------------- | -------------- |
| Lars Magne Ullvang | K-1 1000 m | 3.47,253 | 3 KF   | 3.49,830    | 3           | niet geplaatst | niet geplaatst | niet geplaatst | niet geplaatst |

### Paardensport

#### Dressuur
Ellen Birgitte Farbrot en haar paard Red Rebel behaalden de minimale toelatingseisen om de dressuur te mogen rijden, maar trok zich uiteindelijk terug. Hierdoor verloor Noorwegen een kwalificatieplaats.

#### Springen
| ruiter         | paard  | onderdeel   | kwalificatie | kwalificatie | finale      | finale |
| ruiter         | paard  | onderdeel   | strafpunten  | rang         | strafpunten | rang   |
| -------------- | ------ | ----------- | ------------ | ------------ | ----------- | ------ |
| Geir Gulliksen | Quatro | individueel | 1            | 26           | opgave      | opgave |

### Roeien
Mannen
| atleet                                                            | onderdeel          | series  | series | herkansingen | herkansingen | kwartfinale | kwartfinale | halve finale | halve finale | finale  | finale |
| atleet                                                            | onderdeel          | tijd    | rang   | tijd         | rang         | tijd        | rang        | tijd         | rang         | tijd    | rang   |
| ----------------------------------------------------------------- | ------------------ | ------- | ------ | ------------ | ------------ | ----------- | ----------- | ------------ | ------------ | ------- | ------ |
| Kjetil Borch                                                      | skiff              | 6.54,46 | 1 KF   | bye          | bye          | 7.10,97     | 1 HA/B      | 6:42.92      | 1 FA         | 6.41,66 | Zilver |
| Kristoffer Brun Are Strandli                                      | lichte dubbel-twee | 6.25,74 | 1 HA/B | bye          | bye          | n.v.t.      | n.v.t.      | 12.16,25     | 6 FB         | DNS     | 12     |
| Martin Helseth Oscar Stabe Helvig Erik André Solbakken Olaf Tufte | dubbel-vier        | 5.49,02 | 4 H    | 6.02,85      | 4 FB         | n.v.t.      | n.v.t.      | n.v.t.       | n.v.t.       | 5.47,34 | 9      |

### Schietsport
Mannen
| atleet           | onderdeel               | kwalificaties | kwalificaties | finale         | finale         |
| atleet           | onderdeel               | punten        | rang          | punten         | rang           |
| ---------------- | ----------------------- | ------------- | ------------- | -------------- | -------------- |
| Jon-Hermann Hegg | 50 m geweer 3 houdingen | 1181          | 3 Q           | 438,0          | 4              |
| Jon-Hermann Hegg | 10 m luchtgeweer        | 625,5         | 22            | niet geplaatst | niet geplaatst |
| Henrik Larsen    | 50 m geweer 3 houdingen | 1175          | 9             | niet geplaatst | niet geplaatst |
| Henrik Larsen    | 10 m luchtgeweer        | 627,4         | 11            | niet geplaatst | niet geplaatst |
| Erik Watndal     | skeet                   | 121           | 14            | niet geplaatst | niet geplaatst |

Vrouwen
| atlete                | onderdeel               | kwalificaties | kwalificaties | finale         | finale         |
| atlete                | onderdeel               | punten        | rang          | punten         | rang           |
| --------------------- | ----------------------- | ------------- | ------------- | -------------- | -------------- |
| Jeanette Hegg Duestad | 50 m geweer 3 houdingen | 1171-65x      | 8 Q           | 439,9          | 4              |
| Jeanette Hegg Duestad | 10 m luchtgeweer        | 632,9 OR      | 1 Q           | 209,3          | 4              |
| Jenny Stene           | 50 m geweer 3 houdingen | 1168-50x      | 12            | niet geplaatst | niet geplaatst |
| Jenny Stene           | 10 m luchtgeweer        | 625,5         | 19            | niet geplaatst | niet geplaatst |

Gemengd
| atlete                              | onderdeel             | kwalificatie 1 | kwalificatie 1 | kwalificatie 2 | kwalificatie 2 | finale         | finale         |
| atlete                              | onderdeel             | punten         | rang           | punten         | rang           | punten         | rang           |
| ----------------------------------- | --------------------- | -------------- | -------------- | -------------- | -------------- | -------------- | -------------- |
| Jeanette Hegg Duestad Henrik Larsen | 10 m luchtgeweer team | 626,8          | 10             | niet geplaatst | niet geplaatst | niet geplaatst | niet geplaatst |
| Jenny Stene Jon-Hermann Hegg        | 10 m luchtgeweer team | 626,8          | 9              | niet geplaatst | niet geplaatst | niet geplaatst | niet geplaatst |

### Schoonspringen
Vrouwen
| atlete     | onderdeel  | series | series | halve finale   | halve finale   | finale         | finale         |
| atlete     | onderdeel  | punten | rang   | punten         | rang           | punten         | rang           |
| ---------- | ---------- | ------ | ------ | -------------- | -------------- | -------------- | -------------- |
| Anne Tuxen | 10 m toren | 219,15 | 28     | niet geplaatst | niet geplaatst | niet geplaatst | niet geplaatst |

### Taekwondo
Mannen
| atleet           | onderdeel | eerste ronde         | kwartfinale          | halve finale         | herkansing           | finale / BM          | finale / BM |
| atleet           | onderdeel | tegenstander uitslag | tegenstander uitslag | tegenstander uitslag | tegenstander uitslag | tegenstander uitslag | rang        |
| ---------------- | --------- | -------------------- | -------------------- | -------------------- | -------------------- | -------------------- | ----------- |
| Richard Ordemann | -80 kg    | Al-Sharabaty V 4–5   | niet geplaatst       | niet geplaatst       | Mahboubi W 25–10     | Eissa V 4–12         | 5           |

### Triatlon
Individueel
| Atleet               | Evenement | Zwemmen(1.5 km) | Rang 1 | Fietsen (40 km) | Rang 2 | Lopen(10 km) | Totaal Tijd | Ranking |
| -------------------- | --------- | --------------- | ------ | --------------- | ------ | ------------ | ----------- | ------- |
| Kristian Blummenfelt | Mannen    | 18.04           |        | 56.19           |        | 29.34        | 1.45.04     | Goud    |
| Gustav Iden          | Mannen    | 18.24           |        | 55.59           |        | 30.29        | 1.46.00     | 8       |
| Casper Stornes       | Mannen    | 17.58           |        | 56.21           |        | 30.50        | 1.46.19     | 11      |
| Lotte Miller         | Vrouwen   | 19.58           |        | 1.04.35         |        | 36.49        | 2.02.43     | 24      |

### Volleybal

#### Beach
Mannen
| atleten                    | onderdeel | eerste ronde                                                                                                | eerste ronde | achtste finale                    | kwartfinale                         | halve finale                  | finale / BM                              | finale / BM |
| atleten                    | onderdeel | tegenstander uitslag                                                                                        | stand        | tegenstander uitslag              | tegenstander uitslag                | tegenstander uitslag          | tegenstander uitslag                     | rang        |
| -------------------------- | --------- | --- | ------------ | --------------------------------- | ----------------------------------- | ----------------------------- | ---------------------------------------- | ----------- |
| Anders Mol Christian Sørum | mannen    | McHugh – Schumann W 21–18, 18-21, 15-13 Gavira – Herrera W 21-17, 24-22 Semjonov – Lesjoekov V 19-21, 19-21 | 2 Q          | Brouwer – Meeuwsen W 21-17, 21-19 | Semjonov – Lesjoekov W 21-17, 21-19 | Pļaviņš - Točs W 21-15, 21-16 | Krasilnikov - Stojanovski W 21-17, 21-18 | Goud        |

### Wielersport

#### Baanwielrennen
Vrouwen
Omnium
| atlete                | onderdeel | scratchrace | scratchrace | temporace | temporace | afvalrace | afvalrace | puntenrace | puntenrace | totaal punten | rang |
| atlete                | onderdeel | rang        | punten      | rang      | punten    | rang      | punten    | rang       | punten     | totaal punten | rang |
| --------------------- | --------- | ----------- | ----------- | --------- | --------- | --------- | --------- | ---------- | ---------- | ------------- | ---- |
| Anita Yvonne Stenberg | omnium    | 4           | 34          | 4         | 34        | 8         | 26        |            | 3          | 97            | 5    |

#### BMX
Mannen
Race
| atleet         | onderdeel | kwartfinale | kwartfinale | halve finale | halve finale | finale         | finale         |
| atleet         | onderdeel | punten      | rang        | punten       | rang         | uitslag        | rang           |
| -------------- | --------- | ----------- | ----------- | ------------ | ------------ | -------------- | -------------- |
| Tore Navrestad | race      | 9           | 3 Q         | 18           | 6            | niet geplaatst | niet geplaatst |

#### Mountainbiken
Mannen
| atleet        | onderdeel    | tijd          | rang |
| ------------- | ------------ | ------------- | ---- |
| Erik Haegstad | mountainbike | 1:31:14 +6:00 | 24   |

#### Wegwielrennen
Mannen
| atleet             | onderdeel    | tijd     | rang |
| ------------------ | ------------ | -------- | ---- |
| Tobias Foss        | wegwedstrijd | 6:16:53  | 61   |
| Tobias Foss        | tijdrit      | 59:51,68 | 23   |
| Markus Hoelgaard   | wegwedstrijd | 6:15:38  | 34   |
| Tobias Johannessen | wegwedstrijd | 6:25:12  | 82   |
| Andreas Leknessund | wegwedstrijd | 6:25:12  | 83   |

Vrouwen
| atleet          | onderdeel    | tijd     | rang |
| --------------- | ------------ | -------- | ---- |
| Katrine Aalerud | wegwedstrijd | 3.59.52  | 37   |
| Katrine Aalerud | tijdrit      | 34.33,38 | 20   |
| Stine Borgli    | wegwedstrijd | DNF      | DNF  |

### Zeilen
Mannen
| atleet             | onderdeel | race | race | race | race | race | race | race | race | race | race | race   | race   | race           | netto punten | eindnotering |
| atleet             | onderdeel | 1    | 2    | 3    | 4    | 5    | 6    | 7    | 8    | 9    | 10   | 11     | 12     | M              | netto punten | eindnotering |
| ------------------ | --------- | ---- | ---- | ---- | ---- | ---- | ---- | ---- | ---- | ---- | ---- | ------ | ------ | -------------- | ------------ | ------------ |
| Endre Funnemark    | RS:X      | 14   | 16   | 5    | 11   | 11   | DSQ  | 9    | 10   | 3    | 19   | 12     | 16     | niet geplaatst | 126          | 14           |
| Hermann Tomasgaard | Laser     | 3    | 18   | 15   | 2    | 6    | 8    | 10   | 5    | 19   | 4    | n.v.t. | n.v.t. | 14             | 85           | Brons        |
| Anders Pedersen    | Finn      | 14   | 6    | 2    | 10   | 13   | 12   | 5    | 11   | 9    | 4    | n.v.t. | n.v.t. | niet geplaatst | 82           | 11           |

Vrouwen
| atlete                      | onderdeel    | race | race | race | race | race | race | race | race | race | race | race   | race   | race | netto punten | eindnotering |
| atlete                      | onderdeel    | 1    | 2    | 3    | 4    | 5    | 6    | 7    | 8    | 9    | 10   | 11     | 12     | M    | netto punten | eindnotering |
| --------------------------- | ------------ | ---- | ---- | ---- | ---- | ---- | ---- | ---- | ---- | ---- | ---- | ------ | ------ | ---- | ------------ | ------------ |
| Linn Flem Høst              | Laser Radial | 20   | 3    | 1    | 3    | 10   | 25   | 12   | 6    | 24   | 22   | n.v.t. | n.v.t. | 10   | 111          | 8            |
| Helene Næss Marie Rønningen | 49erFX       | 10   | 17   | 12   | 13   | 10   | 9    | 4    | 9    | 2    | 3    | 18     | 7      | 4    | 100          | 7            |

Gemengd
| atleet                                              | onderdeel | race | race | race | race | race | race | race | race | race | race | race | race | race           | netto punten | eindnotering |
| atleet                                              | onderdeel | 1    | 2    | 3    | 4    | 5    | 6    | 7    | 8    | 9    | 10   | 11   | 12   | M              | netto punten | eindnotering |
| --------------------------------------------------- | --------- | ---- | ---- | ---- | ---- | ---- | ---- | ---- | ---- | ---- | ---- | ---- | ---- | -------------- | ------------ | ------------ |
| Nicholas Fadler Martinsen Martine Steller Mortensen | Nacra 17  | 14   | 17   | 18   | 19   | 19   | 18   | 17   | 15   | 17   | 12   | 19   | 17   | niet geplaatst | 183          | 19           |

### Zwemmen
Mannen
| atleet              | onderdeel         | series   | series | halve finale   | halve finale   | finale         | finale         |
|                     |                   | tijd     | rang   | tijd           | rang           | tijd           | rang           |
| ------------------- | ----------------- | -------- | ------ | -------------- | -------------- | -------------- | -------------- |
| Henrik Christiansen | 400 m vrije slag  | 3.48,88  | 21     | niet geplaatst | niet geplaatst | niet geplaatst | niet geplaatst |
| Henrik Christiansen | 800 m vrije slag  | 7.48,37  | 9      | niet geplaatst | niet geplaatst | niet geplaatst | niet geplaatst |
| Henrik Christiansen | 1500 m vrije slag | 15.11,14 | 21     | niet geplaatst | niet geplaatst | niet geplaatst | niet geplaatst |
| Tomoe Zenimoto Hvas | 100 m vlinderslag | 52,22    | 27     | niet geplaatst | niet geplaatst | niet geplaatst | niet geplaatst |
| Tomoe Zenimoto Hvas | 200 m vlinderslag | 1.56,30  | 19     | niet geplaatst | niet geplaatst | niet geplaatst | niet geplaatst |
| Tomoe Zenimoto Hvas | 200 m wisselslag  | 1.57,64  | 12 Q   | 2.00,12        | 16             | niet geplaatst | niet geplaatst |
| Andre Grindheim     | 100 m schoolslag  | 1.00,86  | 35     | niet geplaatst | niet geplaatst | niet geplaatst | niet geplaatst |

Vrouwen
| atleet           | onderdeel     | series  | series | halve finale   | halve finale   | finale         | finale         |
| atleet           | onderdeel     | tijd    | rang   | tijd           | rang           | tijd           | rang           |
| ---------------- | ------------- | ------- | ------ | -------------- | -------------- | -------------- | -------------- |
| Ingeborg Løyning | 100 m rugslag | 1.00,7  | 18     | niet geplaatst | niet geplaatst | niet geplaatst | niet geplaatst |
| Ingeborg Løyning | 200 m rugslag | 2.11,68 | 17     | niet geplaatst | niet geplaatst | niet geplaatst | niet geplaatst |